# Сорокин, Алексей Викторович
Алексей Викторович Сорокин (род. 25 сентября 1985 года) — российский пауэрлифтер.

## Карьера
Тренируется в Новосибирске у Сергея Федосиенко. В 2007 году становится чемпионом России в категории до 82,5 кг. В следующем году стал лишь вторым. А в сентябре его ждёт победа на юниорском чемпионате мира.
В 2009 году становится чемпионом мира в категории до 82,5 кг.
В 2010 году становится чемпионом России и чемпионом мира.
В 2011 году становится чемпионом России. В 2012 году на чемпионате России становится вторым. В 2013 году становится чемпионом России.
В 2014 году завоёвывает серебро чемпионатов России и Европы.
В 2015 году становится чемпионом России, чемпионом Европы и бронзовым призёром чемпионата мира.